# Bastille
Bastille (zapis stylizowany: BΔSTILLE) – brytyjski zespół grający synthpop i rock alternatywny, pochodzący z Londynu.
Zespół powstał w roku 2010 jako solowy projekt piosenkarza Dana Smitha, który następnie zadecydował o stworzeniu kwartetu w skład którego weszli: Dan Smith, 'Woody' Chris Wood, Will Farquarson i Kyle Simmons. Nazwa zespołu pochodzi od nazwy Święta Narodowego Francji (Bastylii), które jest obchodzone dnia 14 lipca, jest to również data urodzenia wokalisty Dana Smitha.

## Kariera

### Początki
Bastille zadebiutowali w lipcu 2010 roku po wydaniu singla zawierającego utwory „Flaws” i „Icarus”. Wydawnictwo zostało opublikowane jedynie w liczbie 300 kopii. Jedna z nich trafiła w ręce Alexa Bakera, prezentera radiowego w Kerrang! Radio. Baker natychmiast zaczął pomagać Bastille znaleźć publiczność, wspierając ich w swoich programach, co poskutkowało wydaniem epki „Laura Palmer” w 2011 roku. Po debiutach na takich stronach jak YouTube czy MySpace, grono fanów zespołu zaczęło się powiększać. Później w 2011 podpisali oni kontrakt z wytwórnią Virgin Records. Grupa wystąpiła następnie na wielu znaczących festiwalach (m.in. Glastonbury Festival, Reading and Leeds Festival). Zespół wydał również dwuczęściowy mix-tape zatytułowany Other People’s Heartache, dostępny za darmo.

### Bad BloodiAll This Bad Blood(2013–2015)
27 kwietnia 2012 roku, za pośrednictwem Virgin Records, został wydany ich pierwszy oficjalny singiel „Overjoyed”. Drugim singlem z nadchodzącego albumu, Bad Blood, został tytułowy utwór „Bad Blood”. Teledysk do singla został opublikowany na oficjalnym kanale VEVO Bastille 29 czerwca 2012 roku. Sierpień 2012, był miesiącem, w którym grupa zagrała na brytyjskich festiwalach: Reading i Leeds. Następnie w październiku 2012 rozpoczęli małą trasę koncertową zatytułowaną „Flaws Tour”, z nieistniejącym już zespołem Swiss Lips jako supportem. W listopadzie Bastille zagrali na Clockenflap Music and Arts Festival w Hongkongu, ich pierwszym festiwalu poza Europą. Ich trzeci singiel, „Flaws”, był komercyjnym sukcesem, zapewniając grupie 1. miejsce w UK Top 40, debiutując wcześniej na miejscu 21.
Nagrana przez nich piosenka „Oblivion” pojawiła się w 9. odcinku 4. sezonu „Pamiętników Wampirów” w grudniu 2012.
W lutym 2013 roku Bastille potwierdzili wydanie czwartego już singla z Bad Blood pt. „Pompeii”, który, został bardzo pozytywnie przyjęty przez krytyków.
Debiutancki album zespołu Bad Blood został wydany 4 marca 2013 roku i uplasował się na pierwszej pozycji UK Albums Chart. W wywiadzie dla Digital Spy w marcu 2013 roku Dan wyjawił nazwę piątego singla – „Laura Palmer”, wydanego później 3 czerwca 2013.
W maju 2013 roku Bastille zostali supportem angielskiego zespołu rockowego Muse na ich trasie koncertowej „The 2nd Law World Tour”. W tym samym miesiącu zespół wypuścił na amerykańskim iTunes epkę Haunt.
4 lutego 2014 roku Bastille zostali uhonorowani nagrodą BRIT Award podczas BRIT Awards 2014 w kategorii „Najlepszy przełomowy brytyjski wykonawca” i wykonali na żywo zremiksowaną wersję „Pompeii” razem z zespołem Rudimental i ich utworem „Waiting All Night”.
6 lipca tego samego roku Bastille wystąpili po raz pierwszy jako headliner podczas festiwalu Blissfields. 24 sierpnia został wypuszczony szósty i już ostatni z Bad Blood singiel, „Things We Lost In The Fire”.
9 października grupa wydała jako singiel mash-up „Of The Night” – utwór powstały z połączenia „The Rhythm of the Night” zespołu Corona oraz „Rhythm Is a Dancer” zespołu Snap!. Piosenka ta promowała reedycję ich debiutanckiego albumu All This Bad Blood, wydaną 25 listopada 2013 roku.
Zaczęta w 2013 roku trasa koncertowa „The Bad Blood Tour”, w ramach której Bastille wystąpili 19 listopada 2013 roku w warszawskim klubie „Stodoła”, oficjalnie zakończyła się na początku 2015 roku.

### VS.iWild World(2014)

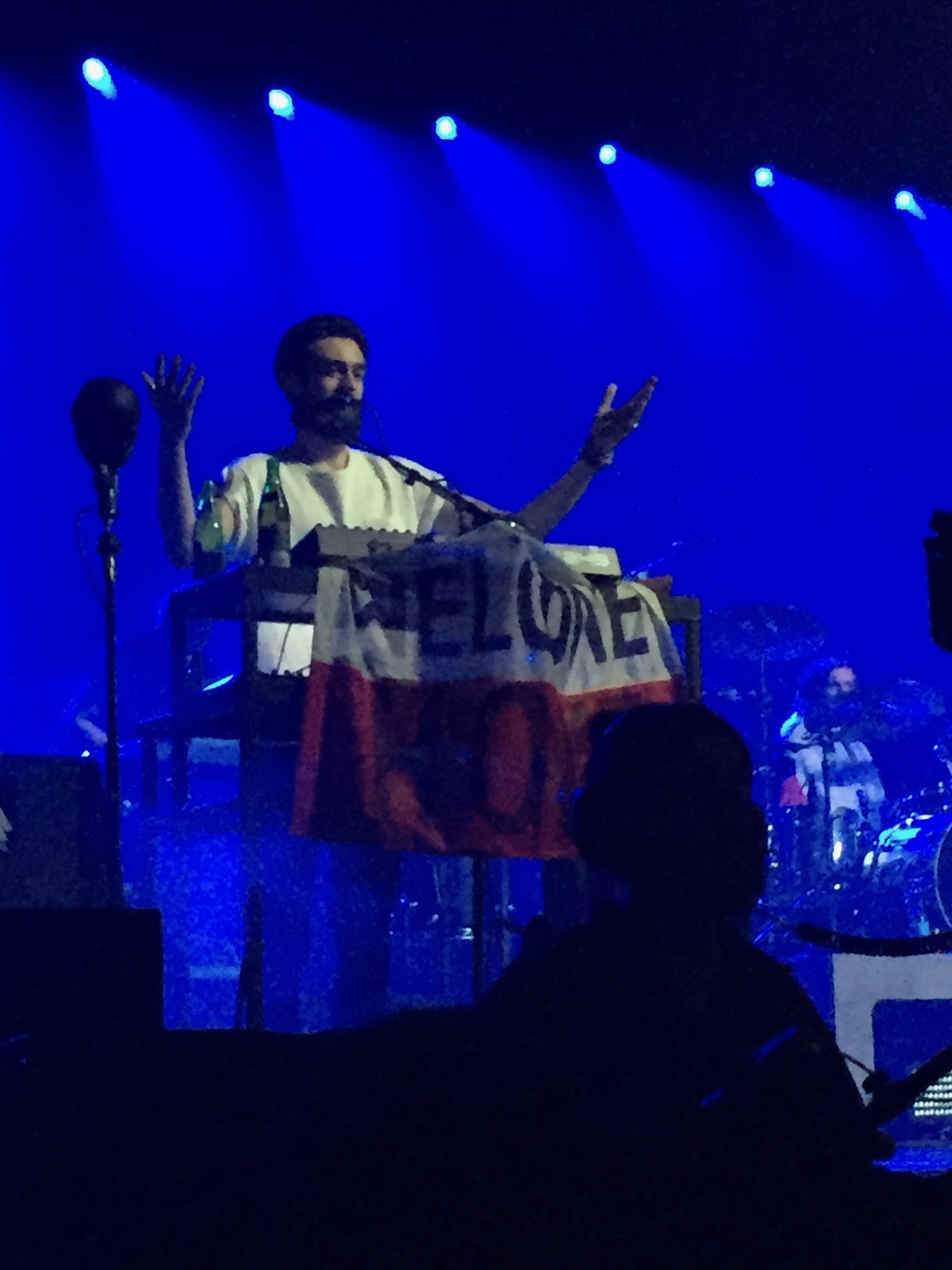
Jeden z członków zespołu, Kyle Simmons, podczas koncertu na Torwarze w listopadzie 2016 roku.

Pod koniec 2013 roku Bastille zaczęli wykonywać na koncertach piosenki „Blame” i „Campus”. Inny utwór, „Oil On Water”, został zagrany na jednym z sound-checków i wkrótce wyciekł do sieci. Właściwą pracę nad drugim albumem grupa zaczęła w 2014 roku. Smith powiedział, że nowy krążek zawierać ma więcej gitarowych brzmień; "Nie było tego dużo na naszym pierwszym albumie i może na tym się to skończy, ale spróbowanie czegoś takiego wydaje się całkiem interesujące. Czujemy się dosyć swobodnie. Jeśli chcemy grać elektronikę, będziemy ją grać; jeśli chcemy iść bardziej w stronę rocka i indie – też to zrobimy.”
21 października 2014 roku grupa zapowiedziała swój trzeci mix-tape, VS. (Other People’s Heartache, Pt. III), wydając utwór „Torn Apart” w BBC Radio 1. Bastille napisali również piosenkę „The Driver” na potrzeby filmu Drive, która również znalazła się na VS. (Other People’s Heartache, Pt. III). Inni muzycy, pojawiający się na owym wydawnictwie to m.in.: Haim, MNEK, Grades, Angel Haze, F*U*G*Z, Rag’n’Bone Man, Skunk Anansie. Krążek został wydany 8 grudnia 2014 roku.
Bastille zostali nominowani do 57. nagrody Grammy w kategorii „Najlepszy nowy artysta”, lecz przegrali z Samem Smithem.
W 2015 roku zespół zaprosił do współpracy przy trasie festiwalowej Charliego Barnesa. 22 września został wydany niezależny singiel „Hangin'”. Bastille pojawili się również na soundtracku do filmu Kill Your Friends (2015), nagrywając cover do piosenki Sugababes, „Overload”.
Latem 2015 roku grupa zaczęła grać kolejne nowe utwory: „Grip”, „Snakes”. W 2016 doszedł do tego także utwór „The Currents”.
2 czerwca 2016 roku została ujawniona nazwa drugiego studyjnego albumu Bastille – „Wild World”.
24 czerwca został wydany nowy singiel, „Good Grief”, promujący album „Wild World”.
Premiera „Wild World” nastąpiła 9 września 2016 roku.
W tym okresie Bastille pojawili się w Polsce 4 razy: podczas Open`er Festival w 2014, Orange Warsaw Festival w 2015, ponownie na Open`er Festival w 2016 oraz na warszawskim Torwarze w 2016 – koncert rozpoczynający nową trasę „Wild, Wild World Tour”.
Kolejny koncert Bastille w Polsce odbył w ramach letniej trasy festiwalowej 23 sierpnia 2017 roku podczas Czad Festiwal.

### Trzeci album studyjny (po roku 2018)
Zespół ogłosił wydanie trzeciego albumu. W wywiadzie dla NME Smith powiedział: "Tak naprawdę nigdy nie przestajemy pisać ani nagrywać, ale mogę potwierdzić, że spędziliśmy mnóstwo czasu w tym roku na tworzeniu trzeciego albumu". Pierwszy singiel z nadchodzącego albumu, "Quarter Past Midnight" został wydany 9 maja 2018 roku.

## Skład

### Obecny skład zespołu
- Daniel Campbell Smith
- Kyle Jonathan Simmons
- William Farquarson
- Chris „Woody” Wood

### Koncertowy skład zespołu
- Charlie Barnes (od 2015 roku występuje jako członek zespołu podczas tras koncertowych)

## Dyskografia
- Bad Blood (2013)
- Wild World (2016)
- Doom Days (2019)
- Give Me The Future (2022)
- Give Me The Future (Deluxe Edition) (2022)